# Paul Bronsart von Schellendorff

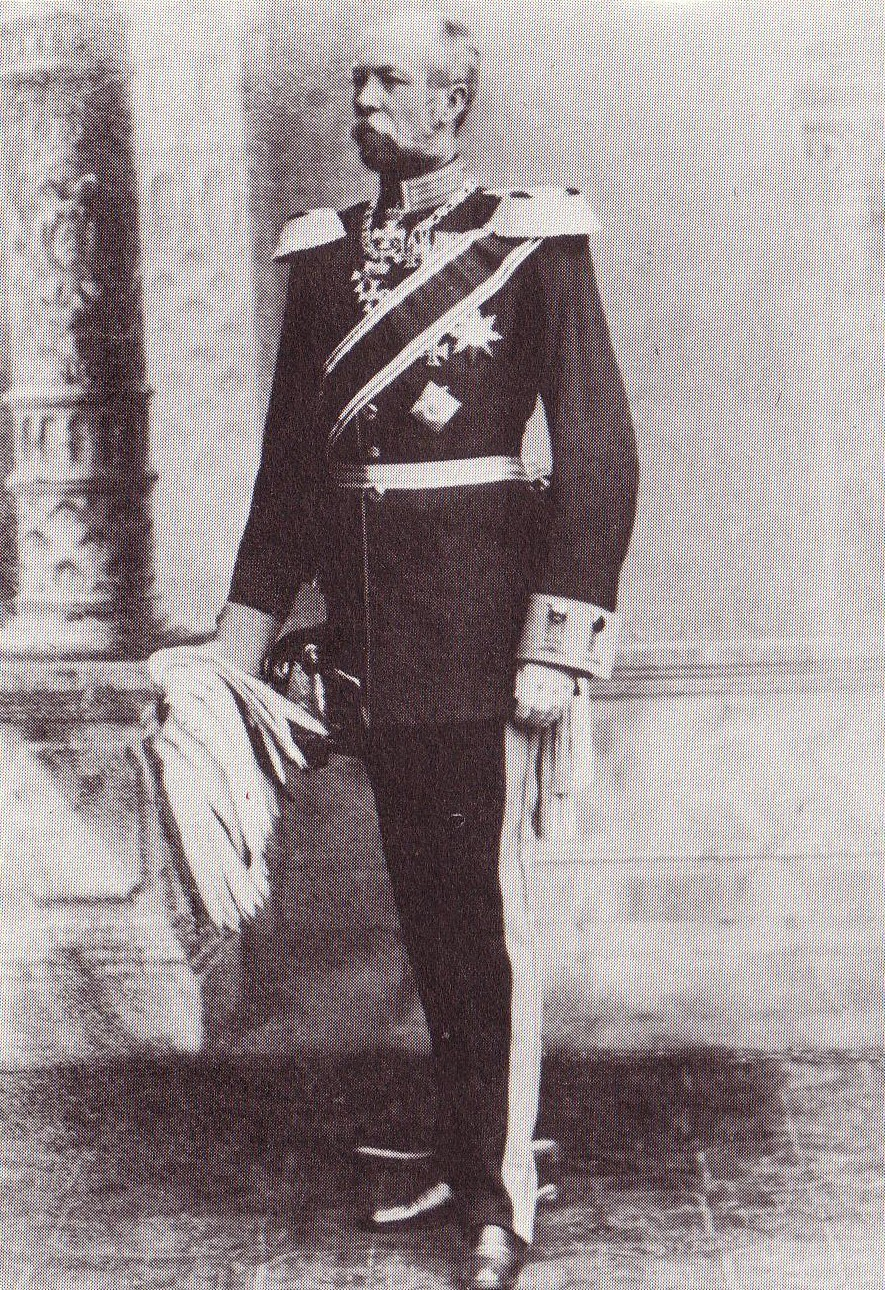
General e ministro da guerra
Paul Bronsart von Schellendorff

Paul Leopold Eduard Heinrich Anton Bronsart von Schellendorff (Danzigue, 25 de janeiro de 1832 — 23 de junho de 1891) foi general-de-infantaria prussiano, ministro de estado e ministro da guerra.
Schellendorff entrou para a guarda prussiana em 1849 e foi indicado ao estado-maior em 1861 como capitão; depois de três anos neste posto ele retornou ao serviço regimental, sendo depois indicado novamente ao estado-maior. Deu aulas na academia de guerra, tornou-se major em 1865 e tenente-coronel em 1869. Durante a guerra franco-prussiana (1870) ele participou das negociações preliminares da rendição francesa em Sedan. No pós-guerra, tornou-se coronel e chefe do estado-maior. Foi nomeado ministro da guerra em 1883

## Obras
- Ein Rückblick auf die Taktischen Rückblicke. (Berlim 1870)
- Der Dienst des Generalstabs. (Berlim 1893)
- Betrachtungen über eine zeitgemäße Fechtweise der Infanterie. (Berlim 1891)